# Audyt jakości
Audyt jakości – usystematyzowane i niezależne badanie mające stwierdzić, czy działania odnoszące się do jakości i ich wyniki są zgodne z zaplanowanymi ustaleniami oraz, czy ustalenia są skutecznie realizowane i pozwalają na osiągnięcie celów (definicja według PN-ISO 8402).
Inna definicja audytu jakości („auditu”) to systematyczny, niezależny i udokumentowany proces uzyskiwania dowodu z audytu oraz jego obiektywnej oceny w celu określenia stopnia spełnienia kryteriów audytu.
Celem audytu jest ocena sytuacji w przedsiębiorstwie w celu stwierdzenia i skorygowania nieprawidłowości. Audyt nie jest kontrolą i wykryte nieprawidłowości nie powinny skutkować dla załogi w postaci kar.
Audyty stosuje się do określenia stopnia spełnienia wymagań dotyczących systemu zarządzania jakością. Ustalenia z audytu są wykorzystywane do oceny skuteczności systemu zarządzania jakością i identyfikowania możliwości do doskonalenia (według PN-EN ISO 9000:2000).
Jednym z celów audytu jakości jest ocena potrzeby doskonalenia lub podjęcia działań korygujących (nie należy mylić audytu z nadzorowaniem jakości lub kontrolą, czyli działaniami mającymi na celu sterowanie procesem albo akceptację wyrobu).
Audyty jakości przeprowadzają osoby nie ponoszące bezpośredniej odpowiedzialności za obszary działania poddawane audytowi, ale – co jest pożądane – we współpracy z personelem danego obszaru.

## Historia audytów jakości
Pojęcie audytu zostało zaczerpnięte z łacińskiego słowa auditio, co znaczy słuchanie, słyszenie. Na początku słowem audyt określano rewizję dokumentacji księgowej, a dopiero w latach sześćdziesiątych przeniesiono audyt do sfery zarządzania jakością. Wtedy to zaczęto przeprowadzać ocenę możliwości utrzymania ustabilizowanego poziomu jakości dostaw u swoich kooperantów zgodnie z wymaganiami zawartymi w umowie. Wtedy to też wykształciła się praktyka stosowania audytu, a żeby odróżnić go od audytu finansowego, zaczęto używać terminu quality audit, czyli audyt jakości.

## Podziały audytów
Z uwagi na relacje jakie występują pomiędzy audytorem a jednostką audytowaną, istnieje podział audytów na:
- audyt pierwszej strony, zwany również audytem wewnętrznym,
- audyt drugiej strony, będący audytem zewnętrznym,
- audyt trzeciej strony (tzw. audyt niezależny), mający również charakter audytu zewnętrznego.

Audyt pierwszej strony przeprowadzany jest z inicjatywy kierownictwa danej firmy dla własnych potrzeb i zwykle przez własnych pracowników, posiadających odpowiedni zasób wiedzy zarówno z techniki prowadzenia audytu wewnętrznego, jak i norm dotyczących jakości. Nie wyklucza się również zaangażowania osób spoza przedsiębiorstwa. W trakcie audytu pierwszej strony następuje weryfikacja poszczególnych elementów systemu jakości, w tym zwłaszcza ocena stopnia przestrzegania wcześniej założonych ustaleń. Ustalenia te muszą być spisane i udokumentowane, między innymi w postaci procedur i instrukcji. Najważniejszym dokumentem który jest podstawowym odnośnikiem w trakcie przeprowadzania wszystkich rodzajów audytów systemu jakości, jest tzw. Księga Jakości. Opisane są w niej ogólne dyspozycje przyjęte przez przedsiębiorstwo w celu osiągnięcia wymaganej jakości wyrobów i usług. Inaczej mówiąc, jest to dokument opisujący system zapewnienia jakości w przedsiębiorstwie.
Audyt drugiej strony ma miejsce wówczas, gdy dane przedsiębiorstwo występując w roli zamawiającego, przeprowadza audyt jakości u swoich aktualnych lub potencjalnych podwykonawców. Wykorzystuje do tego najczęściej własny zespół audytorów lub zleca wykonanie audytów wyspecjalizowanej firmie.
Szczególnego znaczenia audyty drugiej strony nabierają w przedsiębiorstwach, które posiadają wdrożony system zapewnienia jakości. Zgodnie z postanowieniami norm PN-ISO serii 9000, firma zobowiązana jest do pełnienia skutecznego nadzoru nad systemami jakości swoich podwykonawców. Może to być osiągnięte jedynie poprzez regularne audyty zewnętrzne, wykonywane przede wszystkim u podwykonawców nie posiadających certyfikowanych systemów jakości. Ponadto dzięki prowadzeniu audytów drugiej strony, przedsiębiorstwa mogą nie tylko dokonać wyboru najlepszych podwykonawców, ale także pomóc im w poprawie ich własnych systemów jakości. W rezultacie tego rodzaju audytów przedsiębiorstwo nabiera większego zaufania do swoich podwykonawców.
Audyt trzeciej strony jest rodzajem audytu, stanowiącym najważniejszy element w procedurze certyfikowania systemu jakości. Wniosek o jego przeprowadzenie zgłasza do upoważnionej instytucji przedsiębiorstwo. Celem takiego audytu jest pragnienie podbudowania renomy lub ugruntowanie pozycji na rynku. Audyt może być także skutkiem żądań potencjalnego kontrahenta, lub – tak jak na Zachodzie – wynikać z uregulowań prawnych (np. w krajach Unii Europejskiej odnosi się to do wymagań niektórych Dyrektyw tzw. nowego podejścia, wydawanych przez Komisję Wspólnot Europejskich).
Pozytywny rezultat audytu trzeciej strony pozwala na nadanie certyfikatu systemowi zapewnienia jakości w tym przedsiębiorstwie. Jest to oficjalny dokument stwierdzający, że system obowiązujący w danej firmie odpowiada wymaganiom jednej z norm podlegających certyfikacji. Partnerzy przedsiębiorstwa mają tym samym pewność, że posiada ono wdrożony i skuteczny system zapewnienia jakości zgodny z normami międzynarodowymi. Docelowym rezultatem pomyślnie zakończonego audytu trzeciej strony ma być wzrost zaufania zleceniodawców do danego przedsiębiorstwa.
Ze względu na przedmiot, który podlega ocenie, audyty dzieli się na:
- audyt systemu jakości
- audyt procesu
- audyt wyrobu
- audyt usługi